# 薛赫莱提·吾守尔

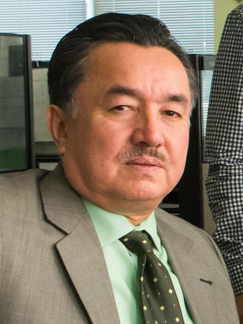
薛赫莱提·吾守尔的照片

薛赫莱提·吾守尔（維吾爾語：شۆھرەت ھوشۇر‎，1965年—），美籍维吾尔族记者，自2007年起为自由亚洲电台工作。

## 生平
吾守尔年轻时在哈萨克斯坦边境附近的新疆维吾尔自治区霍城县当记者。1994年12月，由于他用母语维语撰写的两篇文章激怒了当地政府，于是他买了一本假护照，逃离了中国。之后，吾守尔来到土耳其攻读土耳其文学硕士学位。1999年，他来到美国，在一家快递公司工作，并在弗吉尼亚州北部运营一个小型的房屋租赁及承包公司，直到2007年加入自由亚洲电台。他往往根据新疆地区的线人提供的信息，进行大量的电话采访。他的报道记录了许多新疆暴力事件的情节。由于中国官方媒体往往不会报道此类事件，薛赫莱提的报道经常成为这些事件的唯一信息来源。

## 家庭
2014年5月，薛赫莱提的弟弟图达克松·吾守尔被捕，在审判中被控危害国家安全，被判处五年有期徒刑。薛赫莱提·吾守尔的兄弟雷辛·吾守尔和肖开提·吾守尔于2014年8月被中国政府拘留，一年后接受审判，被控危害国家安全以及泄露机密的罪名。他们的案件没有公布任何判决。保护记者委员会2015年的年度报告特别提及了薛赫莱提·吾守尔的三名被监禁的兄弟，认为这是中国政府对薛赫莱提·吾守尔报道的报复。后两人于2016年1月获释。